# Backpapier

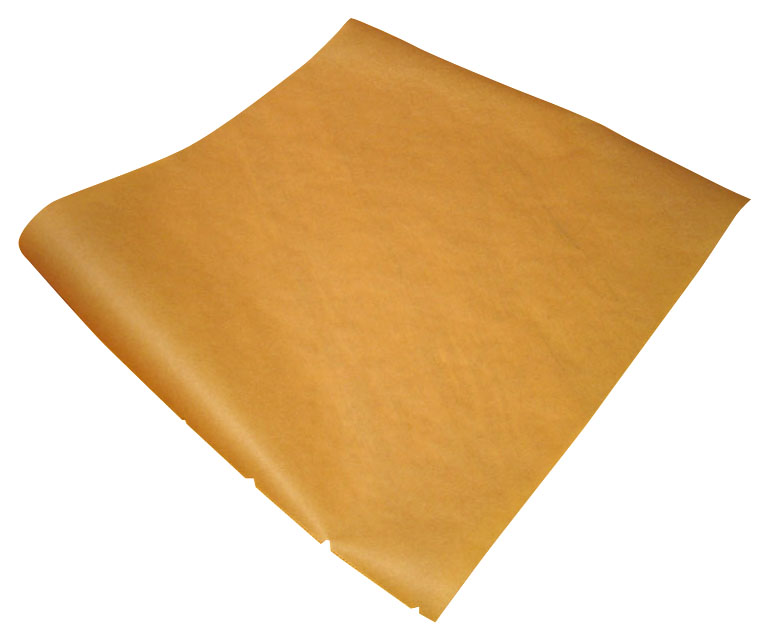
Backpapier

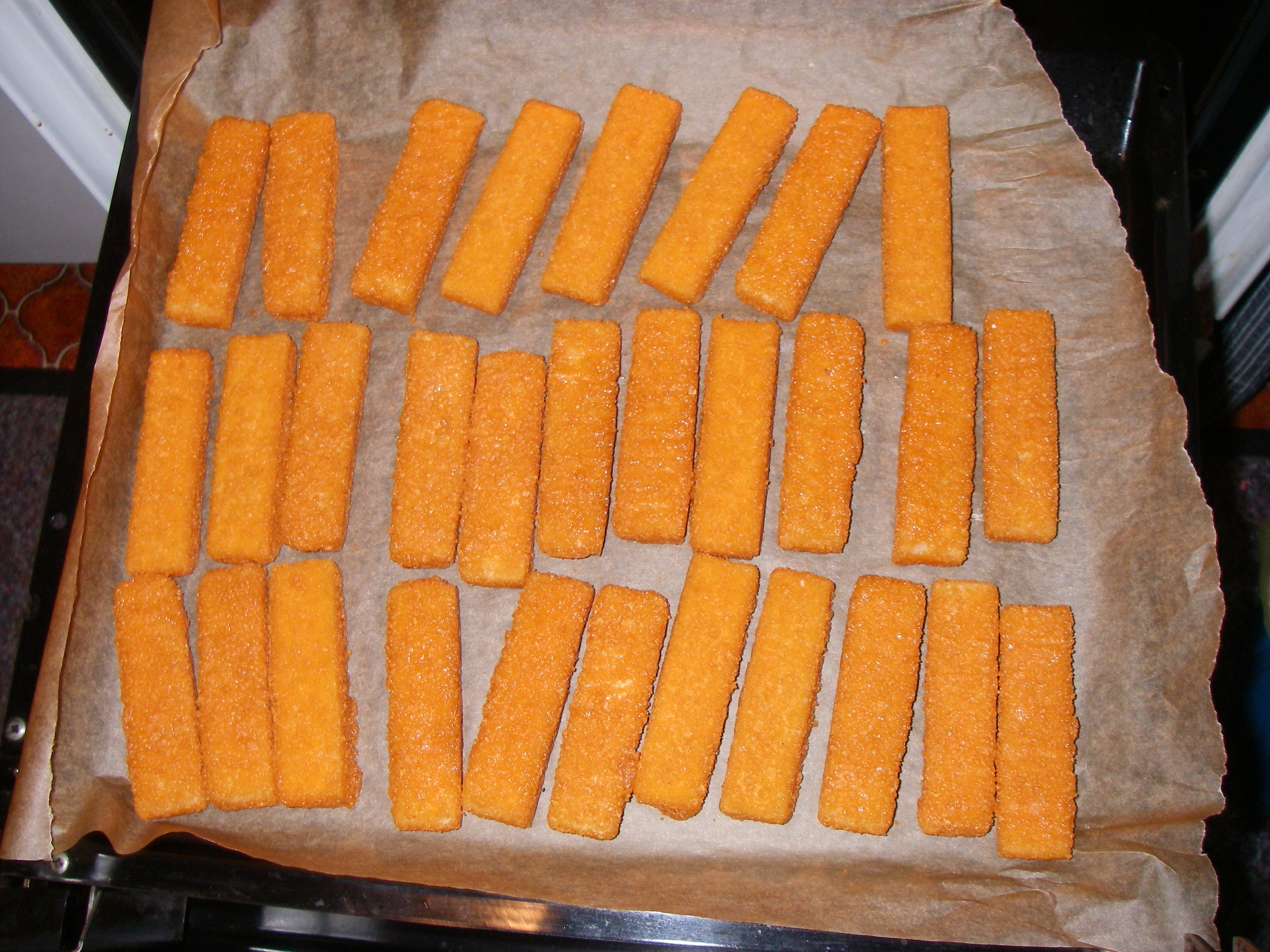
Gebackene Fischstäbchen auf Blech mit Backpapier

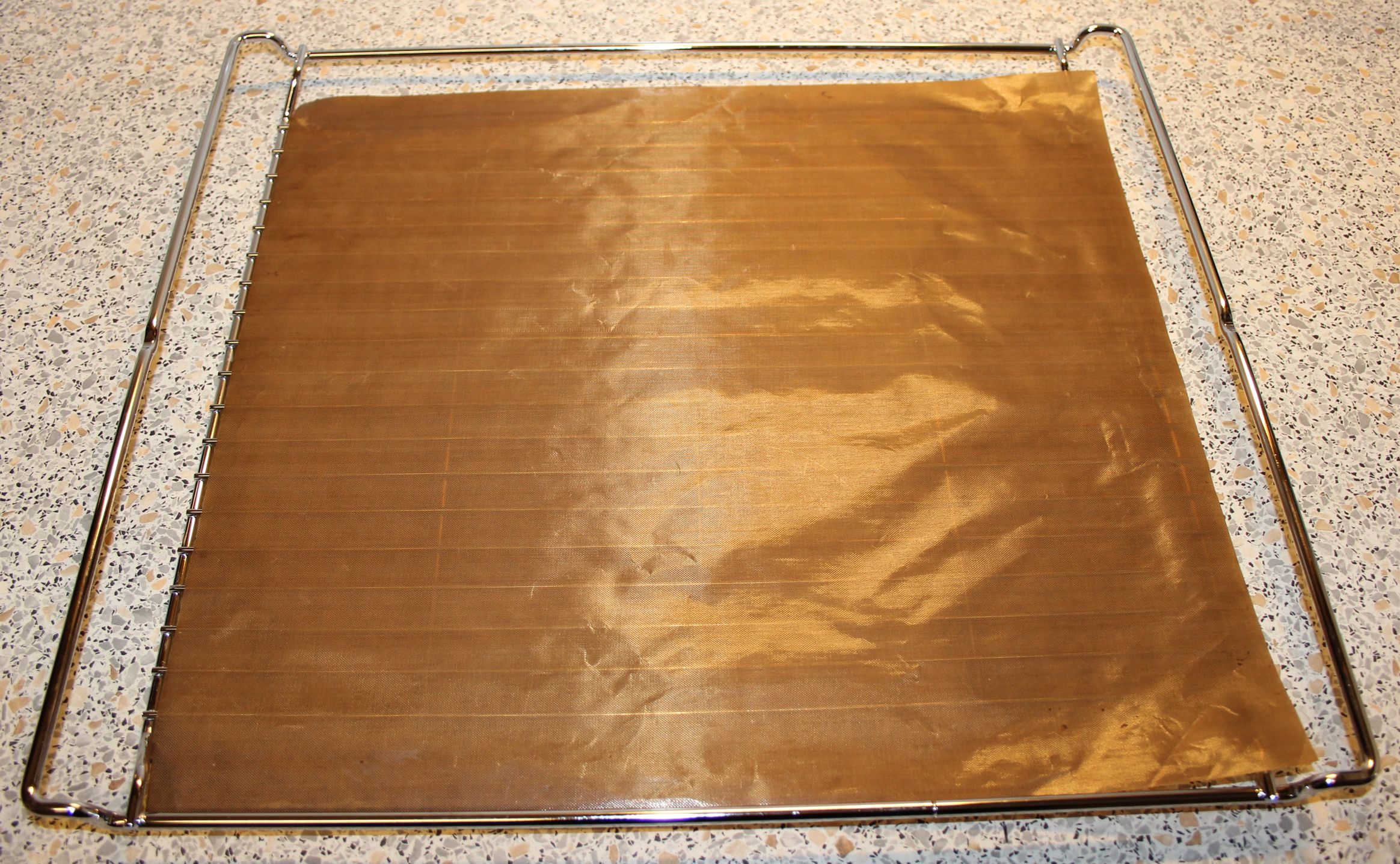
Dauerbackfolie aus PTFE

Backpapier, auch Backtrennpapier, ist ein beschichtetes Papier. Es wird in Backformen und auf Backblechen ausgelegt, um das Ankleben des Backgutes zu verhindern. Dadurch entfällt das früher häufig genutzte Einfetten. Im Normalfall sollte es nur bis zu einer Temperatur von 220 °C verwendet werden und nicht in Berührung mit Hitzequellen wie Grillstäben gelangen.
In der Vergangenheit wurde meist mit verschiedenen Fettarten beschichtetes Pergamentpapier verwendet. Heute lassen sich Backpapiere grob in mehrere Klassen unterteilen:
- die etwas teureren, dafür aber auch länger und bei höheren Temperaturen einsetzbaren silikonbeschichteten Backpapiere.
- die billigeren Quilon-beschichteten Backpapiere, bei denen ein Komplex aus Chrom(III)salzen und Fettsäuren[2] für die Versiegelung der Papieroberfläche sorgt, jedoch aufgrund dieser Backpapierversiegelung höchstens eine halbe Stunde bei max. 200 °C eingesetzt werden sollten.
- Backpapiere mit einer Beschichtung aus Fluorkohlenwasserstoffverbindungen (Vorläufer von Perfluorcarbonsäuren) sollten wegen der Bioakkumulation der Beschichtungsstoffe nicht mehr verwendet werden.
- Dauerbackfolien aus Silikon, die man dauerhaft bis 230 °C erhitzen kann.
- Dauerbackfolien aus PTFE, die man dauerhaft bis 260 °C erhitzen kann.

In Europa sind dabei heute überwiegend die silikonbeschichteten Varianten im Angebot.
Metsä Tissue ist mit seinem Produkt SAGA der weltweit größte Hersteller von Backpapier. 99 % der in Deutschland verkauften Backpapiere werden im Werk in Birkesdorf hergestellt.

## Geschichte
Schon aus der römischen Rezeptesammlung De re coquinaria des Apicius ist bekannt, dass Papier zum Abdecken oder Einwickeln von Speisen, die im Backofen zubereitet werden sollten, benutzt wurde.
Aus deutschen Schriften des 17. bis 19. Jahrhunderts geht hervor, wie Papier hergestellt wurde, welches ein mittelmäßiges Feuer vertragen konnte. In der Küche wurden Papiere mit Butter oder Baumöl eingefettet, um im Backofen ein Einbrennen der Speisen in den Bratgefäßen zu verhindern.

## Ähnliche Produkte
- Fett- und Ölpapiere – sind weniger hitzebeständig und werden zum Verpacken fetthaltiger Lebensmittel verwendet
- Wachspapier – beschichtetes Papier zur Verpackung feuchteempfindlicher Gegenstände
- Butterbrotpapier